# 진 유키
진 유키(일본어: 神ユキ じん ゆき[*], 1989년 1월 11일 ~ )일본의 여자 AV 배우다. 키는 164cm 몸무게는 43kg이다. 혈액형은 A형인데다 쓰리 사이즈는 B83-W58-H90인데다 C컵이다. 취미는 스포츠 관람, 다트, 승마, 테니스 수영, 마사지, 새우가 휜이다. 처음에는 모델로 자신의 이름을 알리기 시작했다. 그리고 2008년엔 레이스 퀸으로도 활동을 했다. 2009년에는 긴다코 하이볼 술집의 이미지 걸 "모퉁이 돈"으로 발탁. 그 후에 그라비아 아이돌로 변신했다. 그리고 22살때 2010년 12월 25일 AV배우로 시작을 했다. 인스타 트위터 활동을 활발히 하고 있음